# Croix-Rouge (stanice metra v Paříži)
Croix-Rouge je zrušená stanice pařížského metra na lince 10. Nachází se mezi stanicemi Sèvres – Babylone a Mabillon v 6. obvodu v Paříži pod ulicí Rue de Sèvres.

## Historie
Stanice byla otevřena 30. prosince 1923 jako součást prvního úseku linky. Do 10. března 1925, kdy došlo k prodloužení linky na východ o jednu stanici Mabillon, sloužila jako konečná stanice.
2. září 1939 byla stanice, tak jako i mnohé jiné, uzavřena z důvodu vypuknutí války a následné mobilizace zaměstnanců. Stanice nakonec zůstala trvale zavřená, neboť leží příliš blízko sousední stanice Sèvres – Babylone.
Původní vchody byly zazděny a slouží jako větrací šachty na lince 10, takže jsou dnes viditelné v chodníku přes zakryté mříže. Vlaky stanicí pouze projíždějí a nástupiště slouží jen k instalaci reklam. Chvíli zde byla instalovaná i umělá pláž.
Od 4. prosince 2007 do 15. ledna 2008 byla na nástupišti instalována výstava L'Enfer de la Bibliothèque, Eros au secret (Peklo knihovny, Tajemný Eros), kterou zorganizovaly společně RATP a Francouzská národní knihovna. Vyobrazení z 18. století s erotickým obsahem ze sbírek knihovny byla převedena na velké obrazy osvětlené červenou barvou a ukryta za pruhy černé látky, které rozechvíval vzduch tlačený soupravou metra, takže byly vidět vždy jen části postav.

## Název
Jméno stanice znamená v češtině Červený kříž. Toto označení ovšem nemá nic společného se známou mezinárodní organizací. Jedná se o dávný pomístní název křižovatky ulic Rue de Sèvres, Rue du Cherche-Midi, Rue du Viex Colombier, Rue du Four, Rue du Dragon a Rue de Grenelle.